# Laphystiopsis planifrons
Laphystiopsis planifrons är en kräftdjursart som beskrevs av Sars 1895. Laphystiopsis planifrons ingår i släktet Laphystiopsis och familjen Laphystiopsidae. Arten är reproducerande i Sverige. Inga underarter finns listade i Catalogue of Life.